# Чинцано
Чинцано (итал. Cinzano) је насеље у Италији у округу Торино, региону Пијемонт.
Према процени из 2011. у насељу је живело 149 становника. Насеље се налази на надморској висини од 480 м.

## Становништво
Према резултатима пописа становништва 2011. у општини је живело 375 становника.
| 1936. | 1951. | 1961. | 1971. | 1981. | 1991. | 2001. | 2011. |
| ----- | ----- | ----- | ----- | ----- | ----- | ----- | ----- |
| 536   | 447   | 385   | 310   | 279   | 308   | 331   | 375   |